# Brian Howard (calciatore)
Brian Howard (Winchester, 23 gennaio 1983) è un ex calciatore inglese, di ruolo centrocampista.

## Carriera

### Club
Ha giocato nella massima serie bulgara e nella seconda divisione inglese.

### Nazionale
Ha giocato nelle nazionali giovanili inglesi Under-16, Under-17, Under-19 ed Under-20.